# Rainbow Sun Francks

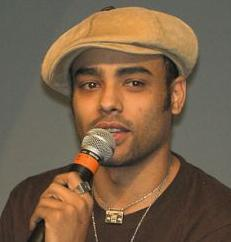
Rainbow Sun Francks

Rainbow Sun Francks (* 3. Dezember 1979 in Toronto, Ontario) ist ein kanadischer Schauspieler und Sänger.

## Leben und Leistungen
Er ist ein Sohn des Schauspielers und Musikers Don Francks. Seine Mutter Lili Francks ist Schauspielerin und Tänzerin. Sie trägt den indianischen Namen Red Eagle. Ihre Vorfahren sind vom Stamm der Cree und Afrokanadier. Rainbow Sun Francks hat eine ältere Schwester namens Cree Summer (* 1969), die ebenfalls Schauspielerin und Sängerin ist.
Im Jahr 2000 wurde er für seine Hauptrolle in One Heart Broken Into Song beim Gemini Award nominiert.
Im Oktober 2001 war Francks Video Jockey beim kanadischen TV-Musiksender MuchMusic. Neben der Schauspielerei ist er Mitglied einer Band. Sie nennt sich The Oddities. Er trägt dort den Namen Snidley Whiplash.
In der ersten und Teilen der zweiten und fünften Staffel der Fernsehserie Stargate Atlantis spielte er Lieutenant Aiden Ford.

## Filmografie (Auswahl)
- 1995: Black Fox – Kampf auf Leben und Tod (Black Fox: The Price of Peace, Fernsehfilm)
- 1995: Black Fox – Die Rache ist mein (Black Fox: Good Men and Bad, Fernsehfilm)
- 1997: The Planet of Junior Brown
- 1999: One Heart Broken Into Song
- 1999: Johnny (auch Produzent)
- 2000: Love Come Down
- 2000: Love Song: The Beat of Life (Love Song, Fernsehfilm)
- 2001: Zweimal im Leben (Twice In a Lifetime, Fernsehserie, Folge 2.16 Moonshine Over Harlem)
- 2004–2008: Stargate Atlantis (Fernsehserie, 24 Folgen)
- 2007: This Space for Rent (Fernsehserie, eine Folge)
- 2007: Aliens vs. Predator 2
- 2010: The Bridge (Fernsehserie, 1 Folge)
- 2011–2014: The Listener – Hellhörig (The Listener, Fernsehserie, 52 Folgen)
- 2013: Played (Fernsehserie, Folge 1x08 Poison)
- 2014, 2016: Murdoch Mysteries (Fernsehserie, 2 Folgen)
- 2015: Defiance (Fernsehserie, 3 Folgen)
- 2016: Eyewitness (Fernsehserie, 9 Folgen)
- 2016: Slasher (Fernsehserie, Folge 1x05 Ill-Gotten Gains)
- 2017: The Strain (Fernsehserie, 4 Folgen)
- 2018: Imposters (Fernsehserie, 3 Folgen)
- 2019: The Umbrella Academy (Fernsehserie, 6 Folgen)